# کوکی ناکامورا
کوکی ناکامورا (انگلیسی: Koki Nakamura؛ زادهٔ ۲۰ مهٔ ۱۹۹۲) بازیکن فوتبال اهل ژاپن است.